# Пјеве Емануеле
Пјеве Емануеле (итал. Pieve Emanuele) је насеље у Италији у округу Милано, региону Ломбардија.
Према процени из 2011. у насељу је живело 11680 становника. Насеље се налази на надморској висини од 98 м.

## Становништво
Према резултатима пописа становништва 2011. у општини је живело 14.868 становника.
| 1931. | 1936. | 1951. | 1961. | 1971. | 1981. | 1991.  | 2001.  | 2011.  |
| ----- | ----- | ----- | ----- | ----- | ----- | ------ | ------ | ------ |
| 1.318 | 1.325 | 1.454 | 1.424 | 3.500 | 8.768 | 15.634 | 15.759 | 14.868 |

## Партнерски градови
- Attard
- Зимнича